# Ceedo
Ceedo — программа-оболочка для автоматического запуска на любом компьютере переносимых приложений, хранимых на USB-накопителе, разработанная израильской компанией «Ceedo Technologies Ltd». Предлагается в версии Ceedo Personal и Ceedo Enterprise, а также версия Ceedo Mobile. Вместе с программой устанавливаются и десятки переносимых приложений на выбор пользователя.

## Ceedo Technologies Ltd
Компания была образована в 2005 году Дрором Веттштайном и располагается в Рош Аайин, Израиль.

## Ceedo Personal
Ceedo Personal работает как переносная ОС, и позволяет пользователю переносить приложения на переносном диске, запуская их в виртуальной среде. Используя простой интерфейс, названный «Easy Access Menu», напоминающий меню «Пуск» в Windows, пользователи могут запускать программы и получать доступ к файлам как только они вставили переносной накопитель в компьютер.
Также существует продукт «Argo», позволяющий пользователю устанавливать любые Windows-программы на их Ceedo-устройство для дальнейшего использования, но к сожалению, это не всегда удаётся на практике.
Ceedo Personal работает на операционных системах Windows 2000, XP, Vista и Windows 7.

## Доступность
Ceedo Starter Edition предустановлена на USB-драйвах от таких компаний, как Seagate, Verbatim, Maxell, ExcelStor, Venzero, Samsung Pleomax и прочих.
Эксклюзивная версия Ceedo Personal называется PowerToGo,и предустанавливается на USB накопители производства компании Lexar Media.